# Phorbas ficticus
Phorbas ficticus är en svampdjursart som först beskrevs av James Scott Bowerbank 1866.  Phorbas ficticus ingår i släktet Phorbas, och familjen Anchinoidae. Arten är reproducerande i Sverige.